# Slow food

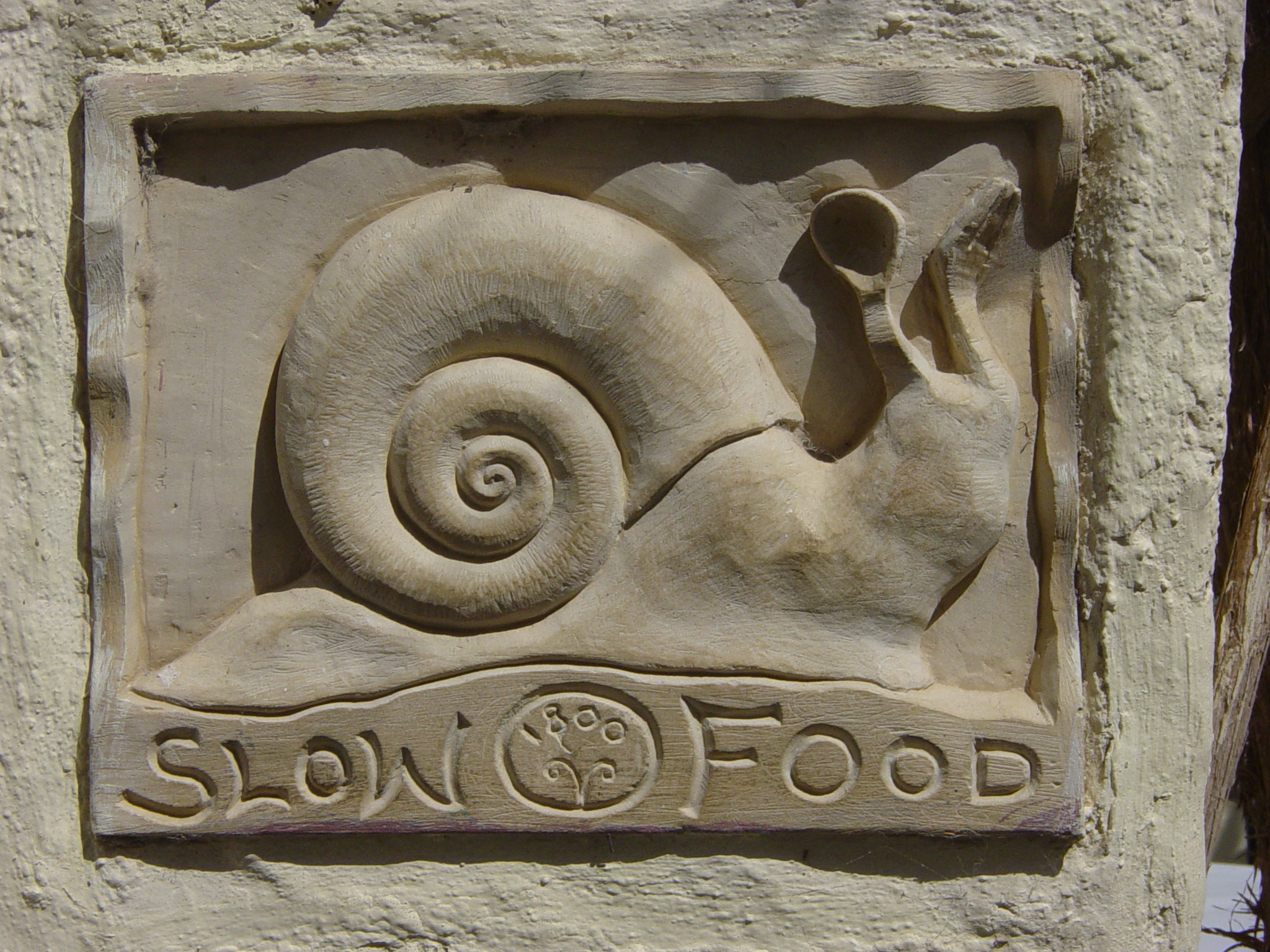
La placa d'un restaurant a Santorini, Grècia.

El moviment slow food va ser fundat per Carlo Petrini al Piemont com un moviment de resistència per a combatre el fast food. Proclama preservar la cuina cultural i les plantes i llavors associades, animals domèstics, i el cultiu dintre d'una ecoregió. Això va ser la primera part establerta del més ampli slow movement. El moviment s'ha expandit des de llavors amb més de 100.000 membres de 160 països.

## Organització
L'slow food va començar al Piemont amb la fundació de la seva organització precursora, Arcigola, el 1986

L'organització Slow Food nascuda del moviment s'ha expandit fins a incloure més de 100.000 membres amb seus a més de 160 països. En total, existeixen 1500 locals convivia. L'estructura organitzativa és descentralitzada: cada convivia té un líder que és responsable de la promoció dels artesans i els grangers locals, a través d'esdeveniments regionals com ara "Tallers del gust", tasts de vi, mercats de grangers.
S'han obert oficines a Suïssa (1995), Alemanya (1998), Nova York (2000), França (2003), Japó (2005), i més recentment al Regne Unit. Les oficines centrals s'ubiquen a Bra, a prop de Torí. L'organització ha publicat nombrosos articles, en diversos idiomes. Als Estats Units, the Snail (El Cargol) és la publicació trimestral escollida, i Slow Food publica literatura també a altres països europeus. Esforços recents en publicitat inclouen la fira de menjar i vi més gran del món, el Salone del Gusto Arxivat 2009-04-10 a Wayback Machine., una fira de formatge bianual a Bra anomenada Cheese, el festival del peix de Genoa anomenat SlowFish Arxivat 2007-02-17 a Wayback Machine. i la reunió mundial de comunitats de menjar de Torí Terra Madre.
A 2004, Slow Food va obrir una Universitat de Ciències Gastronòmiques

a Pollenzo, al Piemont i Colorno, a l'Emília-Romanya. Carlo Petrini i Massimo Montanari són qui ha liderat la creació de la Universitat, l'objectiu de la qual és promoure consciència sobre el menjar i la nutrició.

### Objectius
El moviment slow food incorpora una sèrie d'objectius a dins de la seva missió, incloent-hi:
- La formació i el mantenimient de bancs de llavors per a preservar les varietats relíquia en cooperació amb els sistemes de menjar local.
- El desenvolupament d'una "arca del gust" per a cada ecoregió, on les tradicions culinàries locals i el menjar són cèlebres.
- La preservació i la promoció de productes de menjar local i tradicional, juntament amb la seva tradició popular i la seva preparació.
- L'organització del processament a petita-escala (incloent instal·lacions per al sacrifici i producte fresc (curta durada).
- L'organització de celebracions de cuina local a les regions (per exemple, el Feast of Fields (Festival dels Camps) que es fa a algunes ciutats al Canadà).
- La promoció de l'"educació del gust".
- L'educació dels consumidors sobre els riscos del menjar ràpid.
- L'educació de la ciutadania sobre els desavantatges de l'agricultura de negoci comercial i les "granges fàbrica".
- L'educació de la ciutadania sobre els riscs del monocultiu i la dependència a molt poques varietats.
- El desenvolupament de diversos programes polítics per a preservar les granges familiars.
- La pressió per a la inclusió de la preocupació per les granges orgàniques a les polítiques agrícoles.
- La pressió contra el finançament del govern a l'enginyeria genètica.
- La pressió contra l'ús de pesticides.
- L'ensenyament d'habilitats de jardineria a estudiants i presoners.
- La promoció del consum ètic als mercats locals.
- La promoció d'una educació lenta i de qualitat.

De tant en tant, Slow Food intervé directament en transaccions comercials; per exemple, l'organització va ser capaç de preservar quatre varietats de Turc Americà mitjançant l'adquisició de 4.000 dels seus ous i encarregant la seva criança, matança, i distribució al mercat.

### Impacte
És difícil mesurar l'abast de l'èxit del moviment slow food, considerant que la mateixa organització és molt jove. La naturalesa embrionària de Slow Food és tal que poca gent a Europa i especialment als Estats Units està assabentada.
Les estadístiques mostren que Europa, i Alemanya en particular, és un consumidor molt més gran de menjar orgànic que els Estats Units.

Slow Food ha contribuït a l'augment de la sensibilització per la salut a Europa, com s'evidencia per aquest fet, però a la societat en general, l'slow food ha tingut poc efecte. Un exemple d'això és el fet que els turistes visiten més els restaurants de menjar ràpid  que els locals, però l'slow food i els seus moviments germans encara són joves. En un esforç per a difondre els ideals de l'anti fast food, Slow Food s'ha adreçat als joves dels països a les escoles de primària i secundària. Els voluntaris ajuden a construir marcs de treball estructural per a jardins escolars i fan tallers per a presentar l'art de l'agricultura a la nova generació.

## Crítiques
Els crítics cap a l'organització han carregat contra ella per ser elitista, per desmotivar mètodes més barats de cultivar i crear menjar. Slow Food respon al·legant que treballa per a la producció i el consum local, que farà servir les millors pràctiques de la ciència i les professions del món, i finalment es provarà més barata a causa de la menor dependència del transport i els mètodes energètica, química i tecnològicament intensius.
Aquests arguments són paral·lels als del moviment anti-globalització, Greenpeace i els partits ecologistes contra l'exportació global de menjar monocultura, especialment GMOs. Un punt central relacionat en aquests arguments és que els preus del transport són artificialmente baixos perquè el veritable cost del combustible (incloent la protecció de les rutes comercials i les intervencions militars a tot el món) no és sumat al preu dels productes, i en canvi són pagats indirectament mitjançant impostos.

## Good Food
Front al fast food, Ferran Adrià proposa el good food, un tipus de menjar ràpid de fer —"no et posaràs a fer un fricandó quan arribes tard de la feina"— però saludable i poc car, com per exemple una truita de carxofes, quan estan de temporada, una amanida o un entrepà de pa amb tomàquet i pernil. Els caps de setmana i els moments en què hom té temps, podria fer-se plats més llargs que si es poden reescalfar fàcilment són una bona solució per a menjar-los entre setmana.